# Rathaus (Tiefenstockheim)

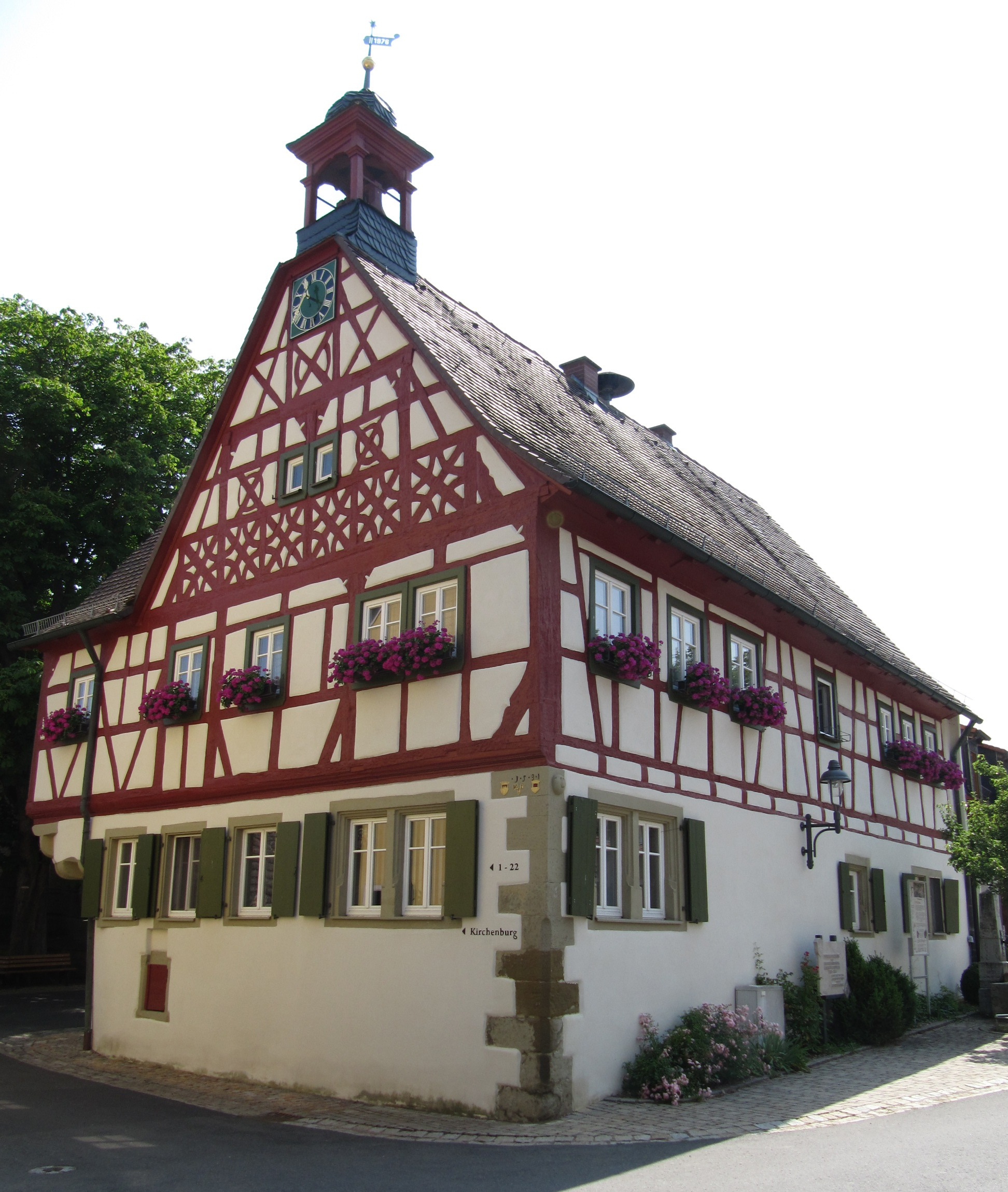
Rathaus in Tiefenstockheim

Das Rathaus in Tiefenstockheim, einem Ortsteil der Gemeinde Seinsheim im unterfränkischen Landkreis Kitzingen in Bayern, wurde in den Jahren 1581/82 errichtet. Das ehemalige Rathaus mit der Adresse Tiefenstockheim 22 ist ein geschütztes Baudenkmal.

## Beschreibung
Auf dem massiven Erdgeschoss erhebt sich ein Fachwerkobergeschoss und ein Dachgeschoss. Das Haus wird von einem Satteldach gedeckt, auf dem ein Dachreiter mit Glocke sitzt. Das Erdgeschoss besitzt eine Eckquaderung aus Sandstein. Die 1698 angebrachte Uhr im Giebel ist heute noch in Betrieb. Das rückwärtige Rundbogentor ist mit der Jahreszahl 1582 bezeichnet.

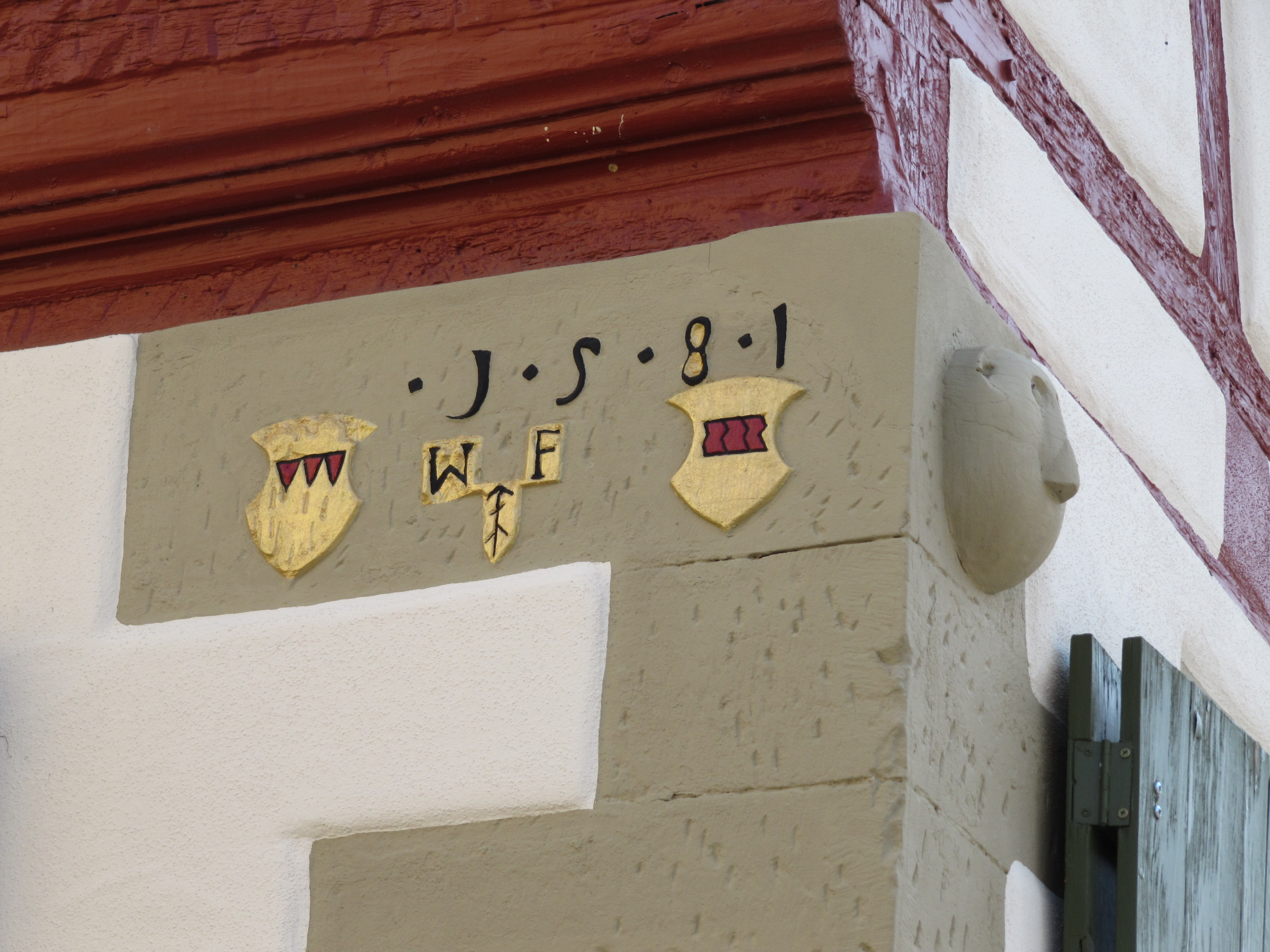
Eckquader mit Wappen und Fratze
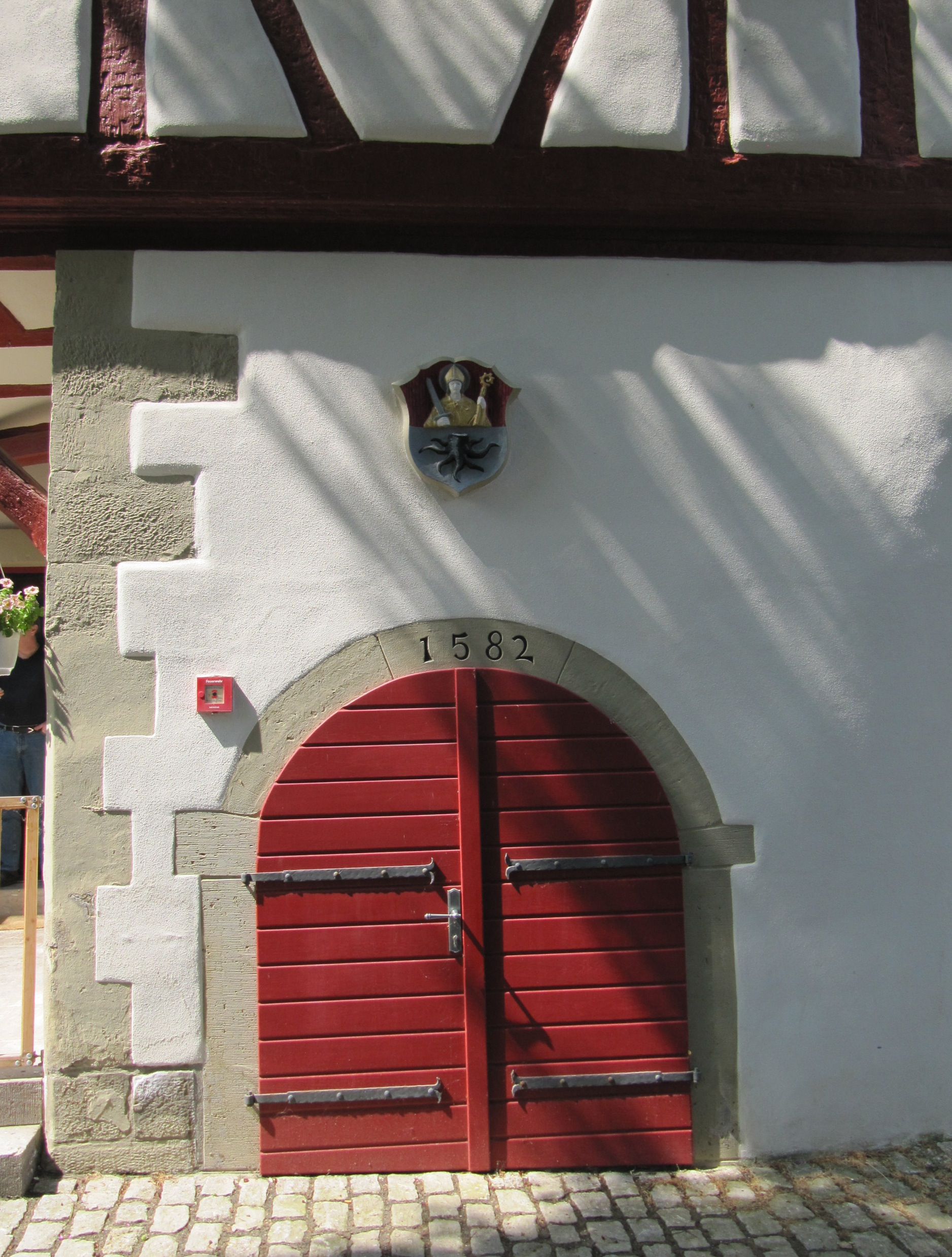
Wappen über dem Rundbogentor